# Kleopatra Selene
Kleopatra Selene (altgriechisch Κλεοπάτρα Σελήνη Kleopátra Selḗnē; auch Kleopatra Selene II. oder Kleopatra VIII.) (* 40 v. Chr.; † im 1. Jahrhundert v. Chr. oder im 1. Jahrhundert) war eine ptolemäische Prinzessin, die einzige Tochter der ägyptischen Königin Kleopatra VII. und des römischen Triumvirn Marcus Antonius sowie die Zwillingsschwester von Alexander Helios. Nach dem Doppelselbstmord ihrer Eltern 30 v. Chr. wegen deren Niederlage gegen Octavian (den späteren Kaiser Augustus) wurde Kleopatra Selene von Octavians Schwester Octavia erzogen und von Augustus um 20 v. Chr. mit Juba II. verheiratet. An dessen Seite herrschte sie als Königin über Mauretanien.

## Abstammung und frühes Leben
Etwa im Herbst 40 v. Chr. gebar Kleopatra VII. die Zwillinge Alexander und Kleopatra. Deren Vater war der Geliebte der Königin, Marcus Antonius, der sich im Winter 41/40 v. Chr. bei ihr in Ägypten aufgehalten hatte. Die Zwillinge wurden ebenso wie ihr jüngerer Bruder Ptolemaios Philadelphos von Marcus Antonius im Jahr 36 v. Chr. – nach der Wiederaufnahme seiner Beziehung mit der ptolemäischen Königin – als seine Kinder anerkannt. Ihren Beinamen Selene (= „Mond“) erhielt Kleopatra wohl erst jetzt (36 v. Chr.). Schon Kleopatra V. hatte den gleichen Beinamen erhalten; außerdem war der Mond das Gestirn der Isis, als deren Inkarnation sich Kleopatra VII. betrachtete. Selene war das Pendant zum Beinamen Helios (= „Sonne“), den Kleopatra Selenes Bruder Alexander führte.
Laut Plutarch und Cassius Dio soll Antonius bei einer im Herbst 34 v. Chr. im Gymnasion von Alexandria abgehaltenen eindrucksvollen Veranstaltung seine minderjährigen Kinder von Kleopatra zu Herrschern über große Gebiete proklamiert haben (sogenannte „Schenkungen von Alexandria“). Cassius Dio gibt an, dass Kleopatra Selene dabei zur Königin von Kyrene erhoben worden sei, während dieses Land Plutarch zufolge vielmehr Kleopatra VII. unterstellt worden und Kleopatra Selene leer ausgegangen sei. Werner Huß hält die letztere Version für die wahrscheinlichere. Nach dem Münzbefund blieb der militärische Anteil an der Verwaltung der Kyrenaika unter römischer Kontrolle, wohingegen Kleopatra VII. seit 37/36 v. Chr. dort die zivile Administration ausübte.
Nach der Niederlage von Antonius und Kleopatra VII. in der Schlacht von Actium gegen Octavian (2. September 31 v. Chr.) und deren Doppelselbstmord nach dem Einmarsch des Siegers in Ägypten (August 30 v. Chr.) wurden Kleopatra Selene und ihre beiden Brüder Alexander Helios und Ptolemaios Philadelphos anders als ihre älteren Halbbrüder Caesarion und Antyllus von Octavian verschont und nach Italien mitgenommen. Dort kamen Kleopatra Selene und ihre Geschwister in die Obhut von Octavians Schwester Octavia, die sie in ihrem Haus zusammen mit den anderen Kindern des Antonius aufzog. Beim im August 29 v. Chr. in Rom abgehaltenen Triumphzug des künftigen Princeps wurden zumindest Kleopatra Selene und ihr Zwillingsbruder als menschliche Siegestrophäe mitgeführt; möglicherweise musste ihr jüngerer Bruder aber an diesem Spektakel nicht teilnehmen.

## Ehe mit Juba von Mauretanien

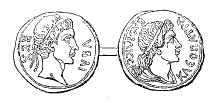
Münze von Juba und Kleopatra

Während das weitere Schicksal von Alexander Helios und Ptolemaios Philadelphos mangels Überlieferung im Dunkeln liegt, ist von Kleopatra Selene bekannt, dass sie zwischen 25 und 20 v. Chr. von Augustus dem zum König von Mauretanien erhobenen Juba zur Gemahlin gegeben wurde, der ebenfalls in der Obhut von Octavia aufwuchs. Krinagoras verfasste auf ihre Hochzeit ein Epigramm. Die früheste erhaltene Münze, auf der Juba und Kleopatra Selene abgebildet sind, stammt aus dem Jahr 20/19 v. Chr. Durch ihre Vermählung wurde Kleopatra Selene Königin von Mauretanien. Teilweise prägte sie Münzen gemeinsam mit ihrem Gatten, teilweise für sich allein. Auf diesen Münzen, die sie als machtbewusste, in ptolemäischer Familientradition stehende Herrscherin zeigen, ist sie oft als Isis dargestellt und trägt den Titel einer basilissa („Königin“). Juba benannte seine neue Hauptstadt zu Ehren des römischen Kaisers in Caesarea (heute Cherchell, Algerien) um und machte sie nach dem Vorbild Alexandrias zu einem Kulturzentrum; hierher ließ er auch ägyptische Kunstwerke überführen.
Ein Sohn von Juba und Kleopatra Selene erhielt den Namen Ptolemaios. Sein Geburtsdatum ist sehr unsicher; erwogen wird etwa der Zeitraum 19 bis 5 v. Chr. Er erscheint seit 5 n. Chr. auf Jubas Münzen. Ferner hatte Kleopatra Selene vielleicht eine Tochter, auf die sich eine athenische Inschrift beziehen könnte, die eine nicht namentlich genannte „Tochter des Königs Juba“ erwähnt. Manche Althistoriker identifizieren diese mutmaßliche Tochter Kleopatra Selenes mit der von Tacitus als Enkelin der Kleopatra VII. und des Triumvirn Marcus Antonius beschriebenen Drusilla, die den jüdischen Prokurator Marcus Antonius Felix heiratete, während Christopher Bennett diese Drusilla für eine Tochter von Kleopatra Selenes Sohn Ptolemaios hält.

## Tod

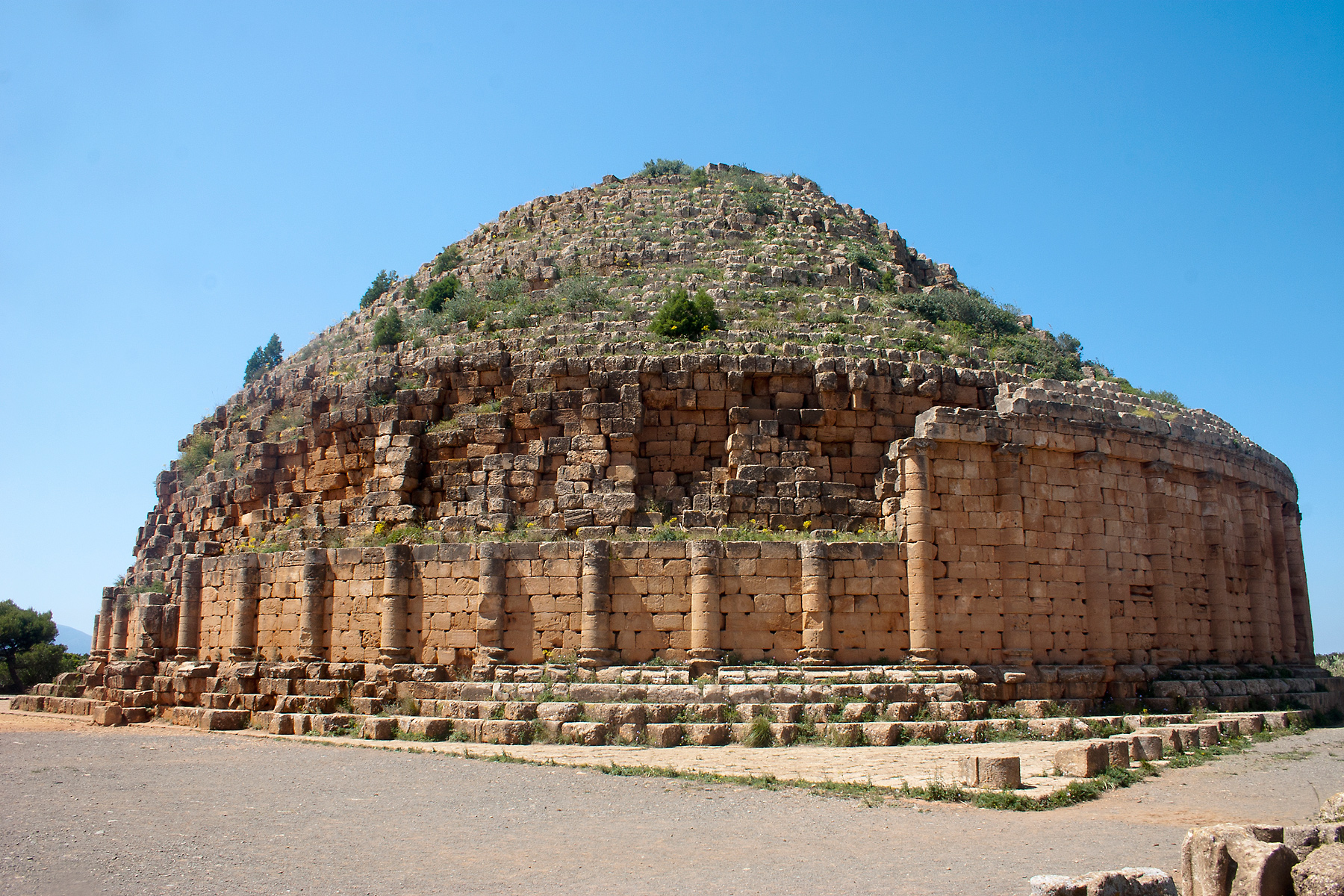
Königliches Mausoleum von Mauretanien in Tipasa (Algerien), Grabstätte von Juba II. und Kleopatra Selene

Das Todesjahr von Kleopatra Selene ist nicht überliefert. Juba vermählte sich jedenfalls in zweiter Ehe mit Glaphyra, der Tochter des Königs Archelaos von Kappadokien und Witwe des Alexander, der um 7 v. Chr. von seinem eigenen Vater, Herodes dem Großen, hingerichtet worden war. Diese Ehe könnte Juba bei einem mutmaßlichen Aufenthalt im Osten, wohin er vielleicht Gaius Caesar begleitet hatte, etwa 1 n. Chr. eingegangen sein. Vermutlich wurde diese wohl nur kurzzeitige Eheverbindung geschieden, als Juba um 4 n. Chr. wieder nach Mauretanien zurückkehrte. Manche Forscher nehmen an, dass Kleopatra Selene vor Jubas Vermählung mit Glaphyra verstarb. Ein Epigramm des Krinagoras, das auf ihren Tod bezogen wird, setzt diesen mit einer Mondfinsternis in Verbindung. Falls es sich dabei nicht nur um eine dichterische Freiheit handelt und Kleopatra Selenes Ableben tatsächlich vor Jubas zweiter Eheschließung stattfand, dürfte es sich am ehesten um die am 23. März 5 v. Chr. erfolgte, von Mauretanien aus sichtbare Mondfinsternis gehandelt haben. So nimmt denn etwa Christopher Bennett als Todesjahr von Kleopatra Selene etwa 5 v. Chr. an.
Eine zweite Forschergruppe vermutet hingegen, dass Kleopatra Selene erst um 5/6 n. Chr. verschied. Schließlich gibt es einen dritten, noch späteren Datierungsansatz auf etwa 18 n. Chr. Dieser beruht auf einem 1907 in Ksar in Marokko gemachten Münzfund, zu dem auch Münzen Jubas aus den Jahren 11 bis 17 n. Chr. sowie undatierte Münzen mit Porträts der Köpfe von Juba und Kleopatra Selene gehören. Althistoriker, die etwa 18 n. Chr. als Kleopatra Selenes Todesjahr präferieren, halten es für plausibel, dass sie zur Zeit der Prägung dieser Münzen noch gelebt und Juba die Ehebeziehung zu ihr nach seiner Trennung von Glaphyra und Rückkehr nach Mauretanien wieder aufgenommen habe. Vorher habe Kleopatra Selene während Jubas Aufenthalt im Osten als Regentin von Mauretanien fungiert und dabei eigene Münzen herausgegeben. Gegen ein so spätes Todesdatum spricht u. a., dass Juba sich entweder vor seiner Eheschließung mit Glaphyra von Kleopatra Selene hätte scheiden lassen oder entgegen römischem und hellenistischem Brauch Glaphyra in Bigamie hätte heiraten müssen und dass auf den ersten Münzen Jubas, auf denen auch sein Sohn Ptolemaios erscheint (5 n. Chr.), jegliche mit Kleopatra Selene verbundene Bildsymbolik wie das ägyptische Krokodil fehlt. Die in Ksar entdeckten Münzen könnten auch postume Prägungen sein; ebenso wäre die Emission eigenständiger Münzen durch Kleopatra Selene auch damit erklärbar, dass sie ein autonomes Münzrecht besaß. Insgesamt gesehen bleibt ihr Todesdatum also umstritten und damit vorerst unbekannt.
Königin Zenobia von Palmyra soll von Kleopatra VII., Dido und Semiramis abstammen, wodurch auch Kleopatra Selene zu ihren Vorfahren zählen würde.

## Namensgeber
Nach Kleopatra Selene und ihrem Zwillingsbruder Alexander Helios wurden die beiden Monde Cleoselene (auch S/2008 (216) 2 oder Kleopatra II) und Alexhelios (auch S/2008 (216) 1 oder Kleopatra I) des Kleinplaneten (216) Kleopatra benannt.